# Alessandra di Grecia (granduchessa di Russia)
Alessandra di Grecia (in greco Αλεξάνδρα της Ελλάδας?; Corfù, 18 agosto 1870 – Mosca, 18 settembre 1891) è stata una principessa greca.
Nata principessa di Grecia e Danimarca, divenne granduchessa di Russia per matrimonio, con il nome di Aleksandra Georgievna (in russo Алекса́ндра Гео́ргиевна?).

## Biografia

### Infanzia

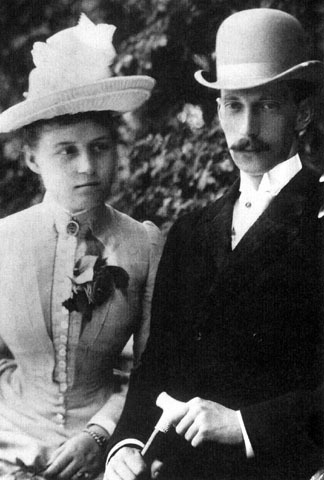
La principessa Alessandra con il marito Pavel Aleksandrovič Romanov

Alessandra era figlia secondogenita del re Giorgio I di Grecia e della regina Ol'ga Konstantinovna Romanova, nata granduchessa di Russia.
Suo padre era figlio secondogenito del re Cristiano IX di Danimarca e della regina Luisa d'Assia-Kassel; mentre la madre era figlia del granduca Konstantin Nikolaevič Romanov, figlio a sua volta dello zar Nicola I di Russia e fratello di Alessandro II di Russia, e della principessa Alessandra di Sassonia-Altenburg. Per parte paterna Alessandra era quindi nipote della regina Alessandra del Regno Unito e dell'imperatrice Maria Feodorovna di Russia, cugina di Giorgio V del Regno Unito e di Nicola II di Russia.

### Matrimonio
Il 17 giugno 1889, a 19 anni, sposò a San Pietroburgo il granduca Pavel Aleksandrovič Romanov, ultimogenito dello zar Alessandro II di Russia e della zarina Marija Aleksandrovna.

### Morte
Durante il settimo mese della sua seconda gravidanza, Alessandra fece una passeggiata con i suoi amici sulla riva del fiume Moscova. Il giorno dopo accusò dei violenti dolori causati dall'attività del giorno precedente. Alessandra morì ad appena 21 anni, sei giorni dopo aver dato alla luce il figlio Dmitrij a Ilyinskoe, proprietà dei Romanov nei pressi di Mosca. La granduchessa fu sepolta nella Cattedrale di Pietro e Paolo a San Pietroburgo.
I figli vennero adottati e cresciuti dagli zii Elizaveta Fëdorovna e Sergej Aleksandrovič Romanov.
Nel 1939, durante il regno del nipote di Alessandra, Giorgio II di Grecia, il governo greco ottenne il permesso da parte del governo sovietico di trasportare i resti della principessa in Grecia, dove è sepolta nei pressi del Palazzo Tatoi. Una lapide in marmo la ricorda ancora nella Cattedrale di Pietro e Paolo a San Pietroburgo.

## Discendenza
Dal matrimonio tra Alessandra di Grecia e Pavel Aleksandrovič Romanov nacquero due figli:
- Marija, nata nel 1890 e morta nel 1958, sposò il principe Guglielmo di Svezia e, successivamente, dopo il divorzio, il principe Roman Sergievič Putiatin;
- Dmitrij, nato nel 1891 e morto nel 1942.

## Titoli e trattamento
- 18 agosto 1870 - 17 giugno 1889: Sua Altezza Reale, la principessa Alessandra di Grecia e Danimarca
- 17 giugno 1889 - 18 settembre 1891: Sua Altezza Imperiale, la granduchessa Aleksandra Georgievna di Russia

## Ascendenza
|                                  |                    |                                | Genitori                                    |  |  | Nonni |  |  | Bisnonni                                                       |  |  | Trisnonni                                            |  |
|                                  |                    |                                |                                             |  |  |       |  |  | Federico Guglielmo di Schleswig-Holstein-Sonderburg-Glücksburg |  |  | Federico Carlo di Schleswig-Holstein-Sonderburg-Beck |  |
|                                  |                    |                                |                                             |  |  |       |  |  | Federico Guglielmo di Schleswig-Holstein-Sonderburg-Glücksburg |  |  | Federico Carlo di Schleswig-Holstein-Sonderburg-Beck |  |
|                                  |                    | Federica di Schlieben          |                                             |  |  |       |  |  | Federico Guglielmo di Schleswig-Holstein-Sonderburg-Glücksburg |  |  |                                                      |  |
| Cristiano IX di Danimarca        |                    |                                |                                             |  |  |       |  |  | Federico Guglielmo di Schleswig-Holstein-Sonderburg-Glücksburg |  |  |                                                      |  |
|                                  |                    | Luisa Carolina d'Assia-Kassel  | Carlo d'Assia-Kassel                        |  |  |       |  |  |                                                                |  |  |                                                      |  |
|                                  |                    | Luisa Carolina d'Assia-Kassel  | Carlo d'Assia-Kassel                        |  |  |       |  |  |                                                                |  |  |                                                      |  |
|                                  |                    | Luisa Carolina d'Assia-Kassel  | Luisa di Danimarca                          |  |  |       |  |  |                                                                |  |  |                                                      |  |
| Giorgio I di Grecia              |                    | Luisa Carolina d'Assia-Kassel  |                                             |  |  |       |  |  |                                                                |  |  |                                                      |  |
|                                  |                    | Guglielmo d'Assia-Kassel       | Federico d'Assia-Kassel                     |  |  |       |  |  |                                                                |  |  |                                                      |  |
|                                  |                    | Guglielmo d'Assia-Kassel       | Federico d'Assia-Kassel                     |  |  |       |  |  |                                                                |  |  |                                                      |  |
|                                  |                    | Guglielmo d'Assia-Kassel       | Carolina di Nassau-Usingen                  |  |  |       |  |  |                                                                |  |  |                                                      |  |
| Luisa d'Assia-Kassel             |                    | Guglielmo d'Assia-Kassel       |                                             |  |  |       |  |  |                                                                |  |  |                                                      |  |
|                                  |                    | Luisa Carlotta di Danimarca    | Cristiano VIII di Danimarca                 |  |  |       |  |  |                                                                |  |  |                                                      |  |
|                                  |                    | Luisa Carlotta di Danimarca    | Cristiano VIII di Danimarca                 |  |  |       |  |  |                                                                |  |  |                                                      |  |
|                                  |                    | Luisa Carlotta di Danimarca    | Carlotta Federica di Meclemburgo-Schwerin   |  |  |       |  |  |                                                                |  |  |                                                      |  |
| Alessandra di Grecia             |                    | Luisa Carlotta di Danimarca    |                                             |  |  |       |  |  |                                                                |  |  |                                                      |  |
|                                  | Nicola I di Russia | Paolo I di Russia              |                                             |  |  |       |  |  |                                                                |  |  |                                                      |  |
|                                  | Nicola I di Russia | Paolo I di Russia              |                                             |  |  |       |  |  |                                                                |  |  |                                                      |  |
|                                  | Nicola I di Russia | Sofia Dorotea di Württemberg   |                                             |  |  |       |  |  |                                                                |  |  |                                                      |  |
| Konstantin Nikolaevič Romanov    | Nicola I di Russia |                                |                                             |  |  |       |  |  |                                                                |  |  |                                                      |  |
|                                  |                    | Aleksandra Fёdorovna           | Federico Guglielmo III di Prussia           |  |  |       |  |  |                                                                |  |  |                                                      |  |
|                                  |                    | Aleksandra Fёdorovna           | Federico Guglielmo III di Prussia           |  |  |       |  |  |                                                                |  |  |                                                      |  |
|                                  |                    | Aleksandra Fёdorovna           | Luisa di Meclemburgo-Strelitz               |  |  |       |  |  |                                                                |  |  |                                                      |  |
| Ol'ga Konstantinovna Romanova    |                    | Aleksandra Fёdorovna           |                                             |  |  |       |  |  |                                                                |  |  |                                                      |  |
|                                  |                    | Giuseppe di Sassonia-Altenburg | Federico di Sassonia-Hildburghausen         |  |  |       |  |  |                                                                |  |  |                                                      |  |
|                                  |                    | Giuseppe di Sassonia-Altenburg | Federico di Sassonia-Hildburghausen         |  |  |       |  |  |                                                                |  |  |                                                      |  |
|                                  |                    | Giuseppe di Sassonia-Altenburg | Carlotta Georgina di Meclemburgo-Strelitz   |  |  |       |  |  |                                                                |  |  |                                                      |  |
| Alessandra di Sassonia-Altenburg |                    | Giuseppe di Sassonia-Altenburg |                                             |  |  |       |  |  |                                                                |  |  |                                                      |  |
|                                  |                    | Amalia di Württemberg          | Ludovico Federico Alessandro di Württemberg |  |  |       |  |  |                                                                |  |  |                                                      |  |
|                                  |                    | Amalia di Württemberg          | Ludovico Federico Alessandro di Württemberg |  |  |       |  |  |                                                                |  |  |                                                      |  |
|                                  |                    | Amalia di Württemberg          | Enrichetta di Nassau-Weilburg               |  |  |       |  |  |                                                                |  |  |                                                      |  |
|                                  |                    | Amalia di Württemberg          |                                             |  |  |       |  |  |                                                                |  |  |                                                      |  |